# Matheus Araújo
Matheus de Araújo Andrade (Osasco, 22 maggio 2002) è un calciatore brasiliano, centrocampista del Ceará.

## Carriera

### Club
Matheus Araújo è approdato al Corinthians nel 2019 proveniente dall'União Barbarense, dopo aver militato anche nelle giovanili di ECUS, Grêmio e São Bernardo.
Il 9 maggio 2021 ha giocato il suo primo incontro ufficiale con il Timão, nel Campionato Paulista contro il Grêmio Novorizontino e a fine anno ha rinnovato il proprio contratto fino al 2024. Nel 2022 ha giocato prevalentemente con la formazione Under-20, disputando un solo incontro in prima squadra, in Coppa del Brasile. Nel 2023 è entrato in pianta stabile in prima squadra ed il 16 aprile ha debuttato in Série A contro il Corinthians, incontro dove ha realizzato anche la sua prima rete con il Corinthians.

### Nazionale
Nel 2019 è stato convocato dalla nazionale under-17 per prendere parte al Campionato mondiale Under-17, vinto in finale contro il Messico.

## Statistiche

### Presenze e reti nei club
Statistiche aggiornate al 10 dicembre 2024.
| Stagione        | Squadra         | Campionato      | Campionato | Campionato | Coppe nazionali | Coppe nazionali | Coppe nazionali | Coppe continentali | Coppe continentali | Coppe continentali | Altre coppe | Altre coppe | Altre coppe | Totale | Totale | Totale |
| Stagione        | Squadra         | Comp            | Pres       | Reti       | Comp            | Pres            | Reti            | Comp               | Pres               | Reti               | Comp        | Pres        | Reti        | Pres   | Reti   |        |
| --------------- | --------------- | --------------- | ---------- | ---------- | --------------- | --------------- | --------------- | ------------------ | ------------------ | ------------------ | ----------- | ----------- | ----------- | ------ | ------ | ------ |
| 2020            | Corinthians     | A               | 0          | 0          |                 | -               | -               |                    | -                  | -                  |             | -           | -           | 0      | 0      |        |
| 2021            | Corinthians     | A1/SP+A         | 1+0        | 0          |                 | -               | -               | CS                 | 0                  | 0                  |             | -           | -           | 1      | 0      |        |
| 2022            | Corinthians     | A1/SP+A         | 0+0        | 0          | CB              | 1               | 0               | CL                 | 0                  | 0                  |             | -           | -           | 1      | 0      |        |
| 2023            | Corinthians     | A1/SP+A         | 4+16       | 0+1        | CB              | 5               | 0               | CL+CS              | 3+3                | 1+0                |             | -           | -           | 31     | 1      |        |
| 2024            | Corinthians     | A1/SP+A         | 6+4        | 0+0        | CB              | 1               | 0               | CS                 | 1                  | 0                  |             | -           | -           | 12     | 0      |        |
| Totale carriera | Totale carriera | Totale carriera | 31         | 1          |                 | 7               | 0               |                    | 7                  | 1                  |             | -           | -           | 45     | 1      |        |

## Palmarès

### Nazionale
- Campionato mondiale Under-17: 1

Brasile 2019

#### Competizioni statali
- Campeonato Cearense: 1

Ceara: 2025